# Callia (comico)
Callia, detto Schenio, (in greco antico: Καλλίας?, Kallìas; in latino Callias; Atene, prima del 446 a.C. – 402 a.C. circa) è stato un commediografo ateniese.

## Biografia
Poeta comico ateniese, secondo Suida e portava il soprannome di Schoenion perché suo padre Lisimaco era un cestaio (σχοινοπλόκος). Egli appartenne alla archaia e sarebbe vissuto poco prima di Strattis, che sembra aver iniziato la sua carriera di poeta comico circa nel 412 a.C.
Da uno scolio ad Aristofane si apprende, inoltre, che Callia fu rivale di Cratino, sicché è probabile che avesse iniziato la sua carriera quantomeno prima del 424 a.C.; e se si potesse dimostrare che era lo stesso personaggio del poeta Calliade, sarebbe vissuto almeno fino al 402.

## Commedie
La Suda attribuisce a Callia sei commedieː Αἰγύπτιος (L'egiziano), Ἀταλάντη, Κύκλωπες (I ciclopi), Πεδῆται (I fanti), Βάτραχοι (Le Rane) e Σχολάξοντες (I legati in ceppi).
Nelle sue commedie, da quanto emerge dai frammenti, attaccò il tragediografo Melanzio, Euripide, Socrate, l'indovino Lampone e Pericle, mentre altre commedie presentano uno sfondo mitologico. 